# Барбара Бенарі
Барбара Бенарі (7 квітня 1946 — 17 березня 2019) — американська композиторка і етномузикологиня, що спеціалізується на індонезійській та індійській музиці.
У 1970-х роках Бенарі створила музику для ряду театральних постановок у клубі експериментального театру La MaMa. Вона написала музику для репертуарної постановки La MaMa The Only Jealousy of Emer компанії ETC Company, яка була поставлена на початку 1970-х років у театрі La MaMa в Іст-Віллідж і під час гастролей. Вона написала музику для Gauntlet or the Moon's on Fire, написаного та зрежисованого Джоном Брасвеллом і спродюсованого La MaMa в 1976 році.
У 1976 році вона разом із Філіпом Корнером і Деніелом Гудом заснувала Gamelan Son of Lion. Вона сконструювала більшість інструментів гурту. Бенарі виступала із Gamelan Son of Lion у постановці під назвою 1001 Instruments You've Never Seen or Heard at La MaMa у 1979 році. Її основні твори включають дві тіньові лялькові опери під назвою «Карна» та «Історія Естер».

## Особисте життя
Барбара Бенарі (1946–2019), народжена в Бей-Шор, штат Нью-Йорк, була музикознавицею, спеціалісткою з музики Індії та Індонезії. Вона здобула бакалаврат у коледжі Сари Лоуренс, а ступені магістра та доктора філософії — в Уесліанському університеті. У 1977 році Бенарі одружилася з музикантом і дизайнером інструментів Стівеном Сільверштейном. Вона залишила значний внесок у музикознавство та етномузикологію, і її пам'ятають за її роботу, спрямовану на вивчення та збереження музичних традицій. Барбара пішла з життя у віці 72 років через хворобу Паркінсона, залишивши по собі чоловіка та доньку, Ліру Самару Сільверштейн.

## Зовнішні посилання
- Словник жінок-композиторок Norton/Grove (стор. 57). Джулі Енн Седі та Ріан Семюел. WW Norton &amp; Co (1995)
- Rock Happens – Барбара Бенарі вибухає за межі колишньої сором’язливості духовими та бекбіттом, The Village Voice, 29 листопада 2005 р.
- «Barbara Benary: Mother of Lion», розмова з Френком Дж. Отері, опублікована на NewMusicBox, 1 лютого 2011 р.